# Tajo
Tajo (latin Tagus, spanska Tajo, portugisiska Tejo) är en flod på Iberiska halvön. Tajo flyter västerut, söder om Madrid genom Spanien och tvärs över Portugal där den mynnar i Atlanten vid Lissabon. Den är 1 038 km lång, med 716 km på den spanska sidan och 275 km på den portugisiska sidan. Den näst längsta bron i Europa, Vasco da Gama-bron i Lissabon, korsar bland annat floden. Avrinningsområdet är ungefär 80 100 km², det näst största på Iberiska halvön (efter Duero/Douro). Medelflödet vid mynningen är 444 m³/s. Namnet Tajo betyder klyftan på grund av flodbäddens branta dalväggar; spanska tajo 'klyfta', 'ravin'.
| Viktigaste tillflöden | Viktigaste tillflöden |
| --------------------- | --------------------- |
| Från vänster          | Från höger            |
| Jarama                | Guadiela              |
| Guadarrama            | Salor                 |
| Alberche              | Sorraia               |
| Tiétar                |                       |
| Alagón                |                       |
| Zêzere                |                       |
| Trancão               |                       |

## Bildgalleri

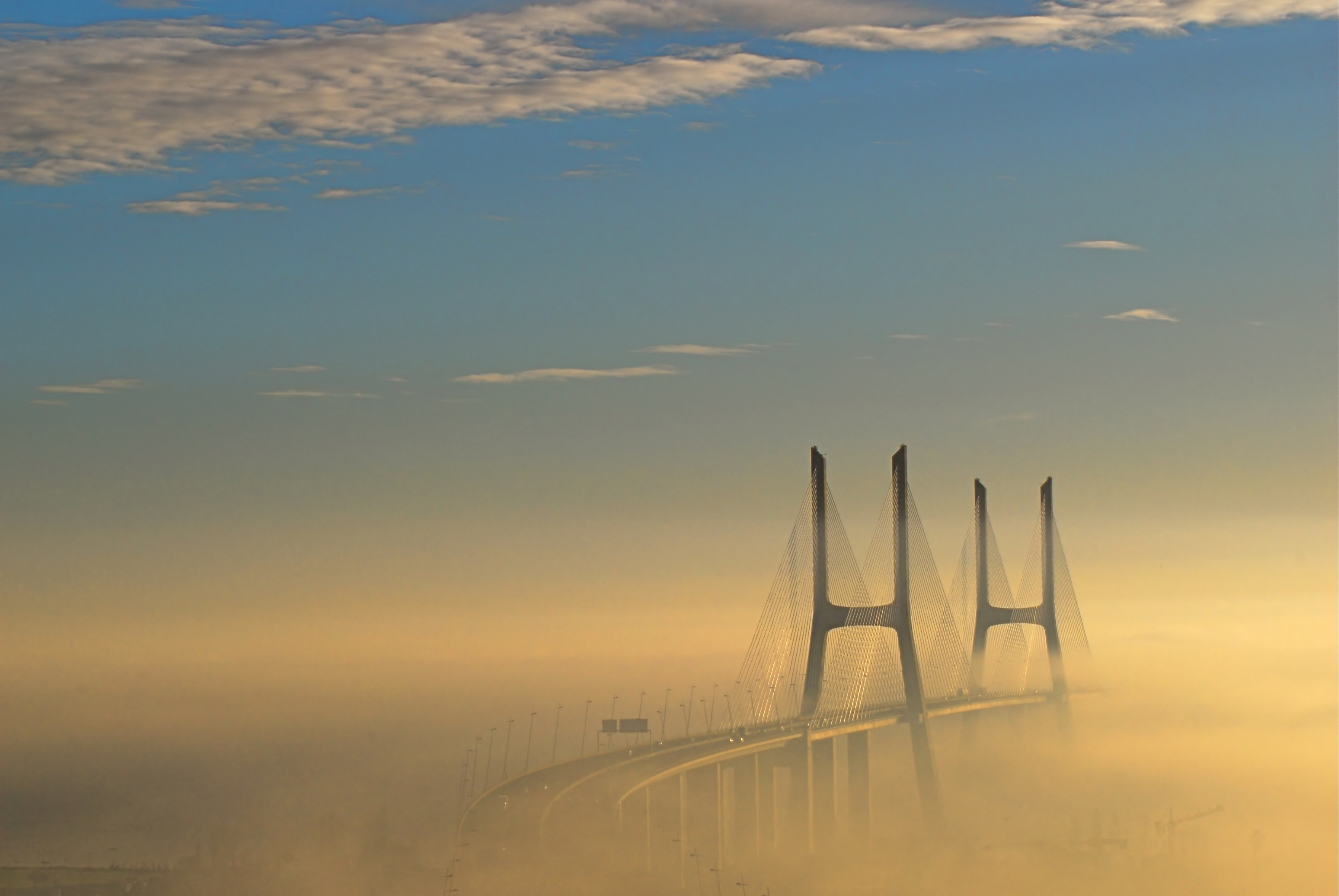
Vasco da Gama-bron vid Tajos mynning.
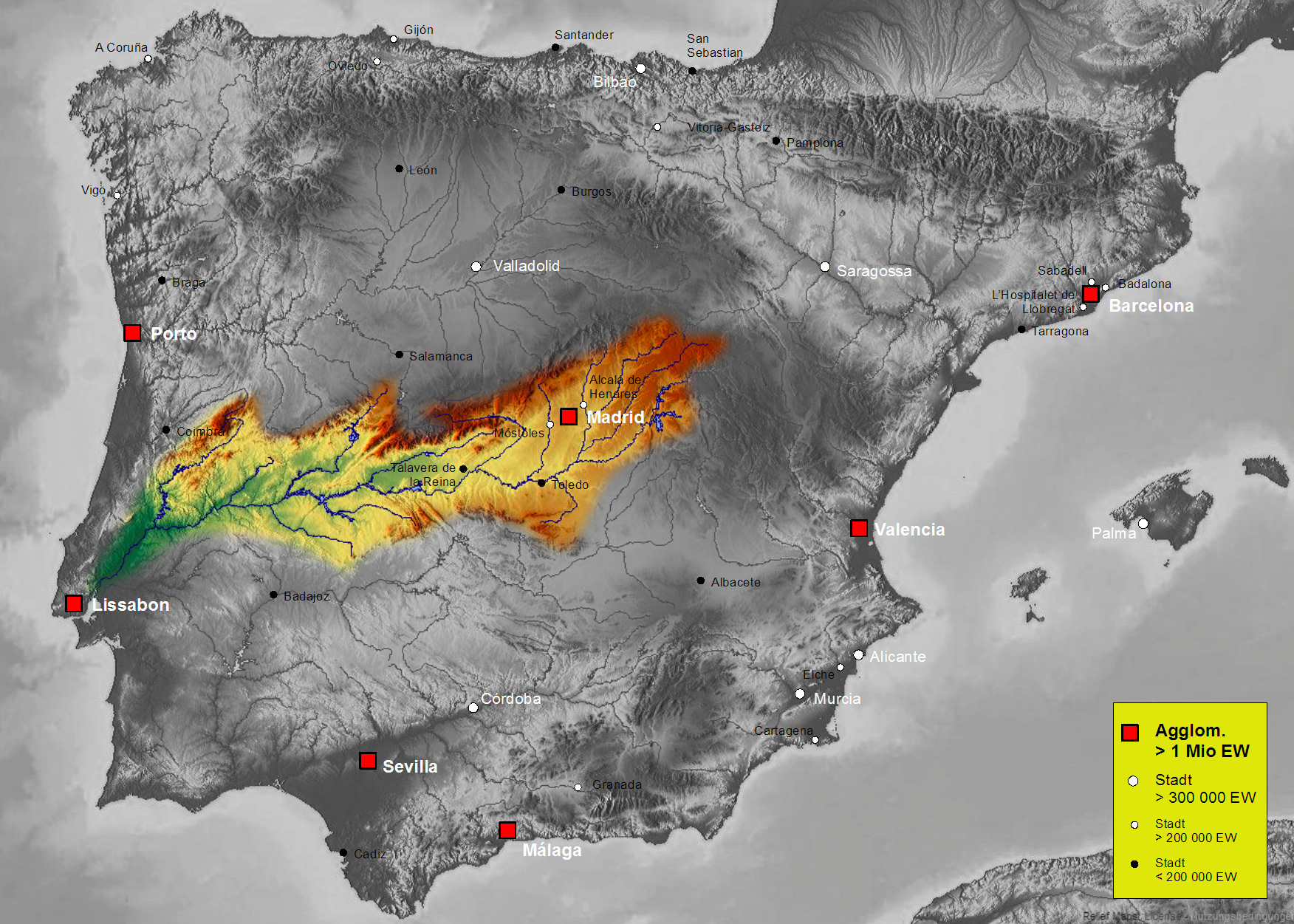
Tajos avrinningsområde.